# Тереховское (Калужская область)
Тереховское — деревня в Жуковском районе Калужской области, в составе сельского поселения «Совхоз Победа».
Терёха — уменьшительное имя, производное от Терентий.

## География
Расположена на севере Калужской области, по обеим берегам реки Истьи, на административной границе Жуковского и Боровского районов. Рядом населённые пункты: Киселёво, Александровка, Софьинка. 

## Климат
Умеренно-континентальный с выраженными сезонами года: умеренно жаркое и влажное лето, умеренно холодная зима с устойчивым снежным покровом. Средняя температура июля +18 °C, января −9 °C. Теплый период длится в среднем около 220 дней.

## Население
| 2002 | 2010 |
| ---- | ---- |
| 3    | ↘0   |

## История
В 1782 году — сельцо Тереховское Боровского уезда, Агафьи Фёдоровны Калашниковой, Акима и Якова Никитовичей Лущихиных, Анны Алексеевны Беклемишевой, Татьяны Никитовны Зенбулатовой.

### Публицистика
- Романова Т. В. Так освобождалась Калужская земля: «Первыми ласточками» стали Тарусский и Жуковский районы. // Весть : газета. — 2012. — 18 января.